# Антедон
Антедон (Antedon) — рід сидячих безстебельних криноїдів. Рід вперше з'явився в скам'янілості в крейдяному періоді.

## Характеристика
Представники цього роду не мають стебла, але мають п'ять пар пір'ястих рукавів, що виходять із центрального увігнутого диска. На низькій конусоподібній дорсальній кісточці, кісткоподібній структурі в центрі диска, є кілька цирі або нерозгалужених відростків. Рот і амбулакральні борозни також знаходяться на верхній поверхні. Кігтисті цирі на нижній поверхні забезпечують тимчасове прикріплення до субстрату. Є велика варіативність морфологічних особливостей антедонід, які зустрічаються в різних середовищах існування, і головною відмінною рисою серед видів є кількість цирі.

## Види
Такі види визнані у Всесвітньому реєстрі морських видів:
- Antedon arabica AH Clark & AM Clark
- Antedon bifida (Pennant, 1777)
- Antedon duebeni Böhlsche, 1866
- Antedon mediterranea (Lamarck, 1816)
- Antedon nuttingi (AH Clark, 1936)
- Antedon parviflora (AH Clark, 1912)
- Antedon petasus (Düben & Koren, 1846)